# Абель, Феликс Мари
Феликс Мари Абе́ль (фр. Félix Marie Abel; 29 декабря 1878, Сент-Юз в Роне, Франция — 24 марта 1953, Иерусалим, Израиль) — французский библеист, археолог и географ, специалист по Палестине. Доминиканец, с 1897 года — в монастыре св. Максимина, окончил доминиканскую Библейскую школу в Иерусалиме, где стал профессором в 1905 году.
Президент Палестинского общества исследователей Востока, с 1940 года — консультант Папской библейской комиссии. Занимался исследовательскими экспедициями и археологическими раскопками в Палестине.
Составил классическую «Географию Палестины» (фр. Géographie de la Palestine), первый том которой (P., 1933) посвящён физической и исторической географии, а второй (P., 1933) — политической географии и городам. Этот том содержит также отчёты об источниковедческом и археологическом исследовании библейских городов, которые в более развёрнутом виде Абель (совместно с Л. Венсаном) издавал и отдельно (Jérusalem nouvelle, 1914—1926; Bethléem: le Sanctuaire de la Nativité, 1914, Hébron, P. 1923, Emmaüs, P., 1932). Абель составил также грамматику греческого языка Септуагинты и Нового Завета (Grammaire du grec biblique, P., 1927).